# G.U.Y.
A G.U.Y. (a Girl Under You rövidítése) Lady Gaga amerikai énekesnő dala a 2013-as Artpop című harmadik nagylemezéről. A dal produceri munkáját és a dalszerzést Gaga és Zedd végezték. Az olasz rádiókban 2014. március 28-án jelent meg az album harmadik kislemezeként. Gaga Born This Way Ball című turnéja során készítette a dalt, és több alkalommal is felvették, mielőtt elkészült volna a végleges változata. Zeneileg az EDM stílusba sorolható, de az indusztriális zene, az R&B és a house jegyei is felfedezhetőek rajta. Dalszövege olyan témákkal foglalkozik, mint a szexuális dominancia, az alárendeltség és a nemi szerepek.
A G.U.Y. vegyes fogadtatásban részesült a zenei kritikusoktól, akik dicsérték a szám kompozícióját és Gaga vokálját, de negatív véleményt fogalmaztak meg a produceri munkája és a dalszövege miatt. A dalnak sikerült felkerülnie néhány nemzet slágerlistájára, de a legtöbb országban nem került az első tíz közé. Az Egyesült Államokban a G.U.Y. lett Gaga egyik legalacsonyabb helyezést elért kislemeze, miután a 76. lett a legelőkelőbb helyezése a Billboard Hot 100 listán. Az első tízbe sikerült bejutnia Bulgária és Horvátország rádiós listáin, a Billboard görög digitális kislemezlistáján és az amerikai Hot Dance Club Songs elnevezésű listán.
A dal videóklipjét a kaliforniai San Simeon közelében található Hearst-kastélyban forgatták. A videóban szerepet kaptak a The Real Housewives of Beverly Hills televíziós valóságshow szereplői, illetve Nathan Sawaya képzőművész munkái és a Minecraft egyik YouTuber tartalomgyártója, SkyDoesMinecraft is. A 11 perces klipben Gaga egy égből lezuhant, bukott angyalként jelenik meg, akit követői újjáélesztenek egy medencében. Feléledése után bosszút áll a férfiakon, akik felelősek megpróbáltatásaiért, és helyükre úgynevezett G.U.Y. klónokat helyez. A videóklip pozitív kritikákat kapott a képvilágáért és a görög mitológiára való utalásaiért. Gaga előadta a G.U.Y.-t a hét koncertből álló Roseland Ballroomos koncertsorozatán, és a 2014 márciusában útnak indult ArtRave: The Artpop Ball című turnéján is.

## Háttér és elkészítés

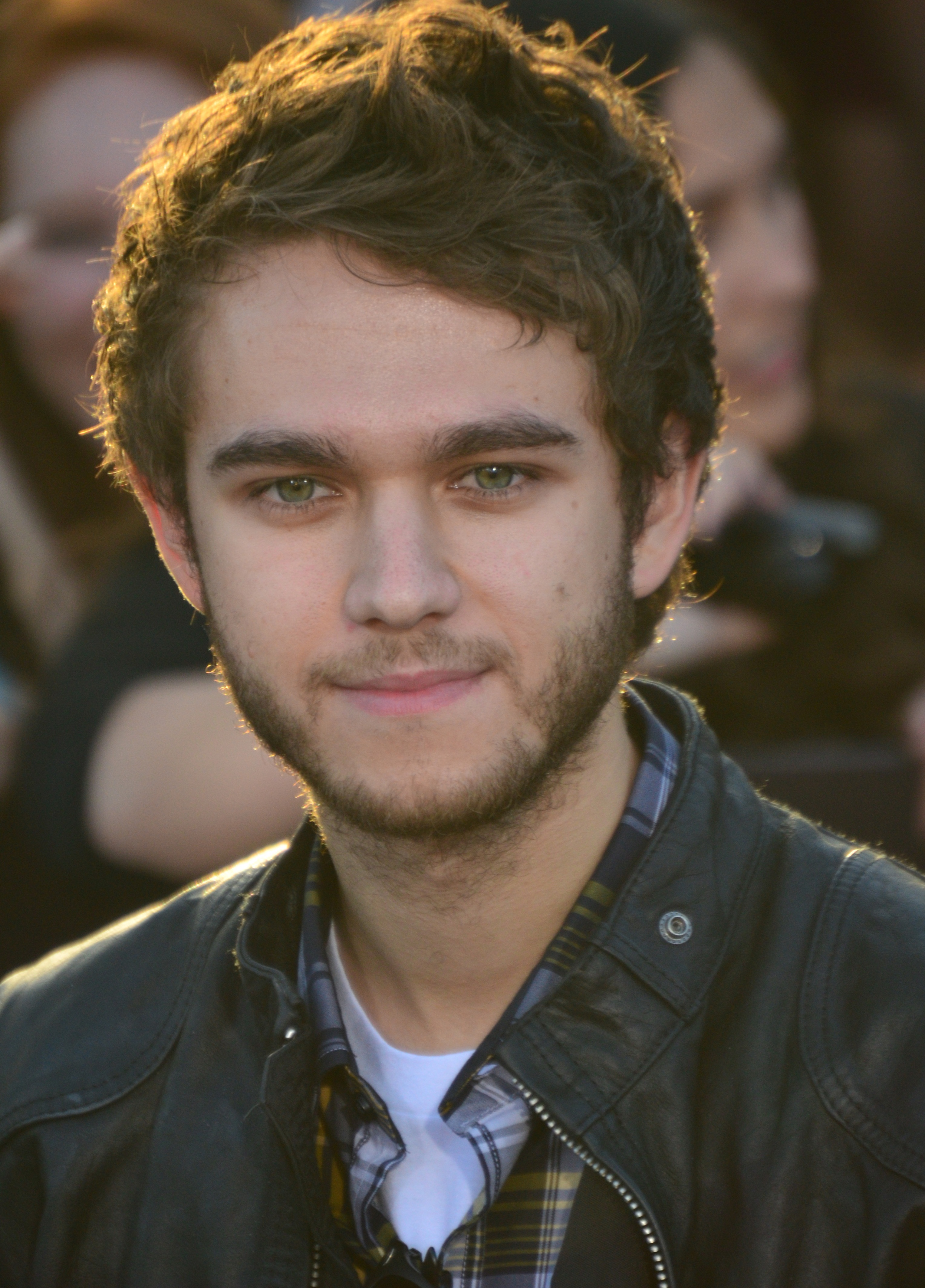
Zedd a G.U.Y. társszerzője és producere.

Gaga harmadik nagylemezének, az Artpop-nak a munkálatai nem sokkal a második, Born This Way (2011) című nagylemezét követően kezdődtek el, és a rákövetkező évre a felvétel majdnem el is készült. A G.U.Y. a Stylist magazinnal készített interjúban került megerősítésre, ahol Joanna McGarry a feminizmusról való nézeteiről kérdezte Gagát. Az énekesnő elmondta McGarry-nek, hogy a dal a New Age feminizmusról szól,  amelyet meg akart vizsgálni, és ahol a férfinak való alárendeltségből származik az erő.

„Éppenséggel írtam egy dalt erről az albumomon, 'GUY'-nak hívják, a 'Go Under You' rövidítése. Szóval a smink viselése, finom illatúnak lenni, és a szívható, csókolható, ehető dolgok a lábaid közt azok olyasvalamik, amelyeket megerősítőnek találok, mert tudom, hogy amikor kiválasztom a megfelelő pasit, hagyhatom neki, hogy az övé legyen. A nők egy része elnyomottnak érzi magát a sminktől és a ruháktól, és minden joguk is meg van rá, hogy így érezzenek.”

A közösségi média oldalán, a Littlemonsters.com-on Gaga később kijavította a dal címét, amely valójában G.U.Y., és a Girl Under You (Lány alattad) rövidítése. Azt is bejelentette, hogy a dal produceri munkáját és szövegét együtt készítette Zedd-del, aki Gagával turnézott a Born This Way Ball-on. Zedd korábban készített egy remixet a Marry the Night című kislemezéhez, amely a Born This Way: The Remix remixalbumán kapott helyet, és Gaga pedig Zedd Stache című dalának egyik változatához adta énekhangját. A férfi az MTV Newsnak elmondta, hogy „mindketten a zenekészítést szeretik a legjobban, így mondhatni természetes volt számukra, hogy együtt dolgozzanak zenéken”. Azt is megerősítette, hogy körül-belül tíz dalt szereztek Gagával, és majdnem be is fejezték rajtuk a munkát, habár abban nem volt biztos, hogy közülük melyikek lesznek majd elérhetőek az Artpop végleges számlistáján.
2013 januárjában Zedd egy interjúban elmondta, hogy a zsúfolt időbeosztásuknak köszönhetően nehéz volt befejezni a projektet, és főleg a turné közben haladtak a munkával. A Sirius XM Radio-nak 2013 decemberében Gaga egy mélyreható elemzést adott mindegyik dalról az albumon, amely során tovább magyarázta a New Age feminizmus koncepcióját. „A felvétel teljes egészében arról szól, hogy kényelmesen érezd magad alul, mert elég erős vagy ahhoz, hogy tudd, hogy nem kell felül lenned hozzá, hogy tudd, értékes vagy”, összegezte.

## Felvételek és kompozíció
- G.U.Y. (2013)Egy 25 másodperces részlet az EDM műfajú G.U.Y.-ból, amelyben hallható, ahogy Gaga énekli a „Love me, love me, please retweet” sort és a fő refrént, „I wanna be that guy (G.U.Y.)”.

Nem tudod lejátszani a fájlt?
Az Artpop dalainak első felvételei a Born This Way Ball turnéval egyidőben készültek el. Zedd azonban nem volt elégedett a felvételek kezdeti eredményeivel, így azt javasolta Gagának, hogy csinálják újra az egész folyamatot. Gaga alapelképzelése a Zedd-del való közös munkával az volt, hogy nem akarta magukat korlátozni azért, hogy egy rádióra készült slágert hozzanak létre, hanem szeretett volna pusztán kreatív lenni, és olyan dalokat készíteni, amilyeneket csak akartak. Zedd a Rolling Stone-nak elmagyarázta: „nem próbáltunk EDM albumot csinálni – ugyanakkor nem is próbáltunk nem EDM albumot megalkotni. Sok olyan dolgot csináltam, ami igazán távol áll attól, amit általában szoktam. Volt egy dal, ami abból indult ki, hogy megadott nekem nagyjából 10 szót, amivel leírt egy érzelmet, és aztán ebből kellett zenét készítenem. Ez egy nagyon kísérletezgetős módja a zene megközelítésének.”
A dalt a Record Plant Studiosban (Hollywood, Kalifornia) Dave Russell vette fel Benjamin Ladder segítségével. A hangkeverést Zedd végezte a Zeddlben. A szám elején hallható bevezető szöveget Sonja Durham mondta fel. A teljes folyamathoz Ryan Shanahan és Jesse Taub asszisztáltak. Végül Rick pearl végezte a zenei programozást, Gene Grimaldi pedig a maszterelést a kaliforniai Burbankben található Oasis Mastering Studiosban.
A Musicnotes.com szerint a G.U.Y. 4/4-es ütemben íródott dance-pop tempóval és 110-es percenkénti leütésszámmal. A dal C-molban íródott, Gaga hangterjedelme pedig D3-tól C5-ig terjed. A G.U.Y. műfaját tekintve egy EDM dal, indusztriális, R&B és house elemekkel. Kompozícióját tekintve emlékeztet Gaga első albumának, a 2008-as The Fame-nek a hangzására. Az MTV Newstól John Walker szerint dalszövegében olyan témák jelennek meg, mint a szexuális preferenciák, a dominancia és alárendeltség illetve a nemi szerepek. Jason Lipshutz a Billboardtól azt írta, hogy a „vibráló” dance ütem mögött „megkülönböztetésre kerül a gender egyenlőség és a szándékos szexuális alárendeltség”. A Hot Presstől Ed Power szerint a dal kompozíciójában rövid időre a barokk zene hatása is felfedezhető. A dal azzal kezdődik, hogy Gaga egy vendéglátó szerepében jelenik meg, amiről Maura Johnson a Spintől azt írta, hogy hasonlónak találja az 1993-as Cyborgasm című erotikus albumhoz.

## Kritikusi fogadtatás

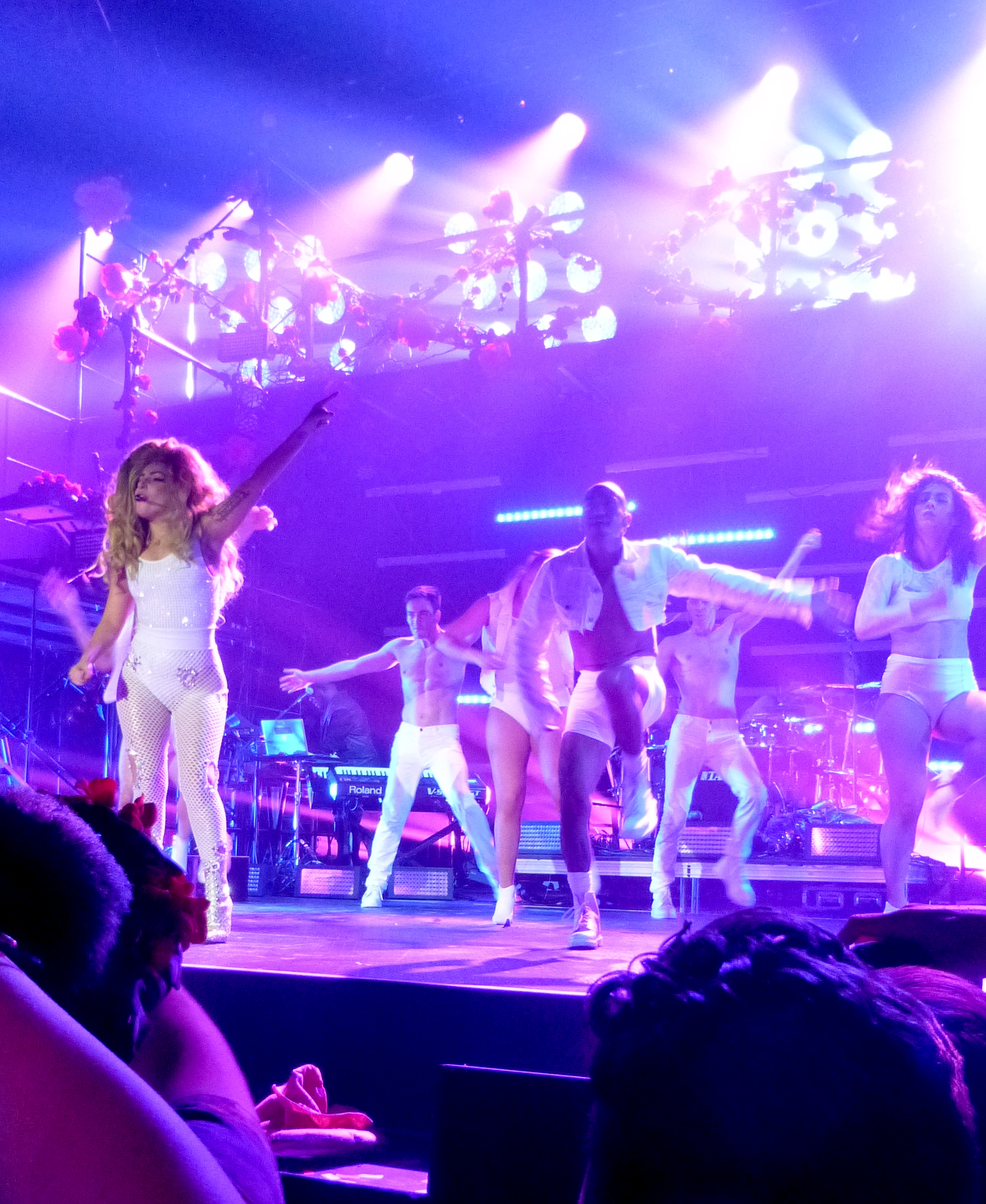
Gaga és táncosai a G.U.Y. előadása közben a Roseland Ballroomban az énekesnő hétnapos koncert rezidenciájának részeként

Megjelenését követően a G.U.Y. vegyes fogadtatásban részesült a zenekritikusoktól. Pozitívan reagált a dalra Lipshutz, aki dicsérte Zedd produceri munkáját a dalban, mert szerinte jól illeszkedik Gaga vokáljához, így számára a G.U.Y. volt az első kiemelkedő szám az Artpopról. Robert Copsey a Digital Spytól méltatta a dal basszusát és szintihangjait, illetve a „hipnotikus” refrént. Andy Gill a The Independenttől úgy vélte, hogy Gaga „robotszerű” vokáljától a dal szexuális vonzalomról szóló tematikája „nyomasztóan denaturáltnak tűnik”. Walker dicsérte a szám szövegét és ötből négycsillagos értékelést adott a G.U.Y.-nak, de a hangszereléséről már kevésbé volt pozitív véleménnyel. Owen Myers a Dazed & Confusedtól méltatta a dalban szereplő témákat, és azt írta, hogy ez a „popcsoda” jobban működött volna az Artpop első kislemezeként. A Harper’s Bazaar magazintól Justin Miller is osztotta ezt a véleményt, és azt gondolta, hogy a dance zenei kompozíció és a dalszöveg is leginkább az album Venus-inspirációjával hozható összefüggésbe.
Johnson a dalt egy „komolyan dörömbölő pop EP-nek” írta le, és örömmel vette tudomásul, hogy eltér az album első két dalától, az Aurától és a Venus-tól. Leírása szerint a dal „egy óda az alárendelt szerep választásáról a párkapcsolatban”. Stacy-Ann Ellis a Vibe-tól a dalt „majdnem jól sikerültnek” vélte. Brian Tank a The Buffalo Newstól „fülbemászónak és szórakoztatónak” hívta a számot, ami az embert „boldoggá teszi és szívesen táncol rá”. A Factnek készített írásában William Bennett a dalt hihetetlennek nevezte. Mikael Wood a Los Angeles Timestól úgy érezte, hogy a G.U.Y. segített az Artpop albumnak, hogy „friss” hangzása lehessen. Annie Zalenski a The A.V. Clubtól méltatta a dalt és az album egyik fénypontjának nevezte. A dalt „azonnali slágernek” kiáltotta ki Mike Driver a Clashtől, aki a tapsolás használatát és a refrént addiktívnak vélte. Clare Considine a Time Outtól azt gondolta, hogy a dalt Madonna és David Bowie munkái inspirálták a „kozmikus pánszexuális játékosságában”. Brad Wheeler a The Globe and Mailtől a szám erotikus témáit emelte ki, majd viccesen hozzátette, hogy „úgy képzelem, Gaga koreográfusa épp keményen dolgozik, hogy kiaknázza a dal erotikájában rejlő lehetőségeket élőben”.
Negatív kritikát fogalmazott meg Sal Cinquemani a Slant Magazinetól, aki szerint a dal nem mutatja meg Gaga zenei fejlődését, zenei szempontból pedig nem sikerült megkülönböztetni más szexuális tartalmú daloktól. Kevin Fallon a The Daily Beasttől azon a véleményen volt, hogy a G.U.Y. egy „bonyolult” szám, amelyben a produceri munka annyira kaotikus, hogy elfojtja az egyébként dicséretes hook-ot a dalban, és az egésznek olyan hangzása van mint egy „zümmögő méhkasnak”. Melinda Newman a Hitfixtől „C” osztályzatot adott a dalnak, és szintén a produceri munkát emelte ki a dal legnagyobb problémájaként. Preston Jones a Fort Worth Star-Telegramtól a dalt „tompának” nevezte, és véleménye szerint megmutatta, hogy Gaga „egy ideje, sőt egész idő alatt kreatív szempontból becsődölt”. Allan Moses Rodricks a The Hindutól úgy érezte, hogy a zenével való túl sok kísérletezgetés ahhoz vezetett, hogy a dal produceri munkája alacsony minőségű lett. Allison Stewart a The Washington Posttól kritizálta a dal szövegét, amiért szerepel benne „szerepjáték, rossz szóvicc és egy gyilkos hook”. Stewart ezen kívül kiemelte, hogy „túlságosan szexualizált, ami mást jelent mintha szexinek neveznénk”. Chris Bosman a Timetól a dal szexuális témáját „nagyon hasonlónak” találta a Venushoz, és emiatt fölöslegesnek vélte. A The New Zealand Heraldtól Lydia Jenkin számára nehéz volt eldönteni, hogy a dal szövege érdekes vagy „csak zavaros”.

## Megjelenés és borító
2013 októberében Gaga egy 12 másodperces részletet tett közzé a G.U.Y.-ból, az Artpop album előzeteseként. A részletben a „Love me, love me, please retweet. Let me be the girl under you that makes you cry” szövegsor hallható. Az Interscope Records kiadó később a Gypsy című dalt feltöltötte SoundCloud fiókjára azon kislemezek listájára, amelyeket kiküldenek a rádióknak játszásra. Ez ahhoz vezetett, hogy több médiaforrás úgy vélte, hogy a Gypsy lesz az Artpop harmadik kislemeze. Gaga ezen kívül bejelentette, hogy új videóklipet tervez forgatni, amelyet sokan összekötöttek az említett kislemez pletykákkal. 2014 márciusában aztán az NBC bejelentette, hogy az Artpop következő kislemeze a G.U.Y. lesz, és március 22-én mutatják be a videóklipjét. Az All Access Music Group szerint hivatalosan 2014. április 8-án jelent meg az Egyesült Államok úgynevezett „mainstream” és „rhythmic” formátumú rádióállomásaiban. Egy rádiós verziót feltöltöttek az Interscope SoundCloudjára; ebben a változatban a 20 másodperces bevezető kivágásra került. Az Universal Music bejelentette, hogy Olaszországban 2014. március 28-ától kezdik el adni a rádiók, míg a BBC Radio 1 2014. április 21-én sorolta az új zenék közé a G.U.Y.-t.
Gaga Facebook-fiókján keresztül osztotta meg a kislemez hivatalos borítóképét. Az énekesnő a klip egyik jelenetében látható, ahogy testét zúzódások borítják és egy nagy szárnyat visel. Lewis Corner a Digital Spytól úgy vélte, hogy a borító „egy hamvaiból feltámadó főnixet képvisel.” A képet egy fehér keret határolja hasonlóan az album többi borítójához, így az Applause-éhoz, a Do What U Wantéhoz, vagy a Dope című promóciós kislemezéhez. Gaga elmondta, hogy a borító alatt szereplő dalcímet és előadó nevet saját maga írta oda.

## Kereskedelmi fogadtatás
Az Artpop album megjelenését követően a dal a 42. helyen debütált a Kaon listán Dél-Koreában 3362 eladással. A 2014. április 13-ai héten a 76. helyezésével a második legelőkelőbb helyen debütált dal volt az amerikai Billboard Hot 100-as listán. A slágerlista pontjainak 72%-át a streaming aktivitásából szerezte, amivel sikerült felkerülnie a Streaming Songs listára – a Hot 100-as lista egyik komponens listája – a 31 helyen kétmillió streammel a videóklip március 22-ei premierét követően. A Nielsen Broadcast Data Systems a klip megjelenése utáni teljes első hetének stream adatait vette figyelembe március 24-től egészen március 30-ig. Az összesített stream adatokba beleszámították az eredeti kliphez képest 5 nappal megjelent videót is, amiben csak a G.U.Y. szerepel. Az előző héthez képest összesen 98%-kal növekedett a dal stream aktivitása. A videóklip megjelenésének köszönhetően Gagának sikerült visszakerülnie a Billboard Social 50 listájára is a 26. helyre. Ekkor 86%-kal növekedett a nézettsége heti szinten a Vevo csatornáján, 87%-kal többet említették meg a nevét Twitteren és 84%-kal többen beszélgettek róla a Facebookon. Két héttel később a 35. helyen tudott debütálni a Mainstream Top 40 rádiós listán, amivel a hét második legelőkelőbb helyen debütált dala volt. A Billboard Hot Dance Club Songs listáján a 34. helyen nyitott a dal. A G.U.Y. ezen kívül a 92. helyen debütált Franciaországban, a 88. helyen Ausztráliában és a  115. pozícióban az Egyesült Királyságban.

## Videóklip

### Háttér és forgatás

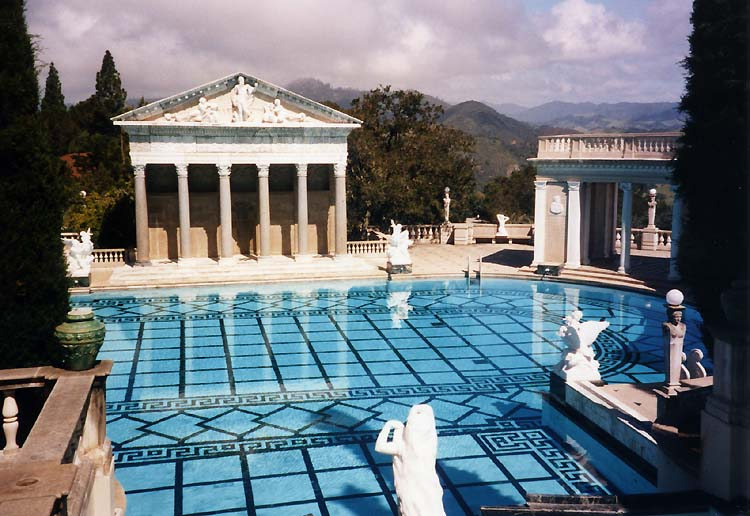
A Hearst-kastély, ahol a videóklipet forgatták

2014 februárjában bejelentették, hogy Gaga engedélyt kapott arra, hogy egy zenei projektet forgathasson a kaliforniai San Simeonban található Hearst-kastélyban. A forgatás február 11. és 13. között zajlott olyan helyszíneken, mint a kastélyt övező közel 8000 négyzetméteres birtokon, a Neptunusz-medencénél és a beltéri, római medencénél. A Bravo csatornán futó The Real Housewives of Beverly Hills (RHOBH) című valóságshow szereplői szintén megjelentek a forgatáson. A hírek nagy médiafigyelmet váltottak ki, mivel 1960 óta ez volt az első videós projekt, amelyet itt forgattak. A legutolsó Stanley Kubrick epikus filmje, a Spartacus volt, köszönhetően a Hearst Corporation adománylevelében fellelhető utasításnak, amely megtiltott bármely kereskedelmi célú filmforgatást a helyszínen.
A videóklipben látható kiegészítők közül a Gaga által viselt szárnyakat a Jim Henson Studios, míg a nyilakat saját kreatív csapata, a Haus of Gaga készítette. Gaga az Access Hollywoodnak beszélt a Hearst-kastélyban történt forgatásról és a videó mögötti koncepcióról: „Nagyszerű élmény volt számomra megírni a történetet és együtt dolgozni mindenkivel, és úgy voltam vele, hogy »Ne nyúljatok semmihez, és ha levertek egy szobrot, el fogok ájulni!« A klip szándéka az volt, hogy létrehozzuk az utazásom állomásainak egyfajta térképét. Ahogy előadó, popénekesnő és kreatív személyiség vagyok... Érdekes, mert ebben a videóban a divat és az egyfajta pszichotikus furcsaságok mind körülöttem történnek majdnem úgy, mintha az Alice Csodaországban történetéhez hasonlóan átmennék a saját nyúlüregemen az agyamban, és újraélném az életem elmúlt évét. Minden pillanat, amelyet együtt filmeztünk, igazán örömteli és szórakoztató volt.”

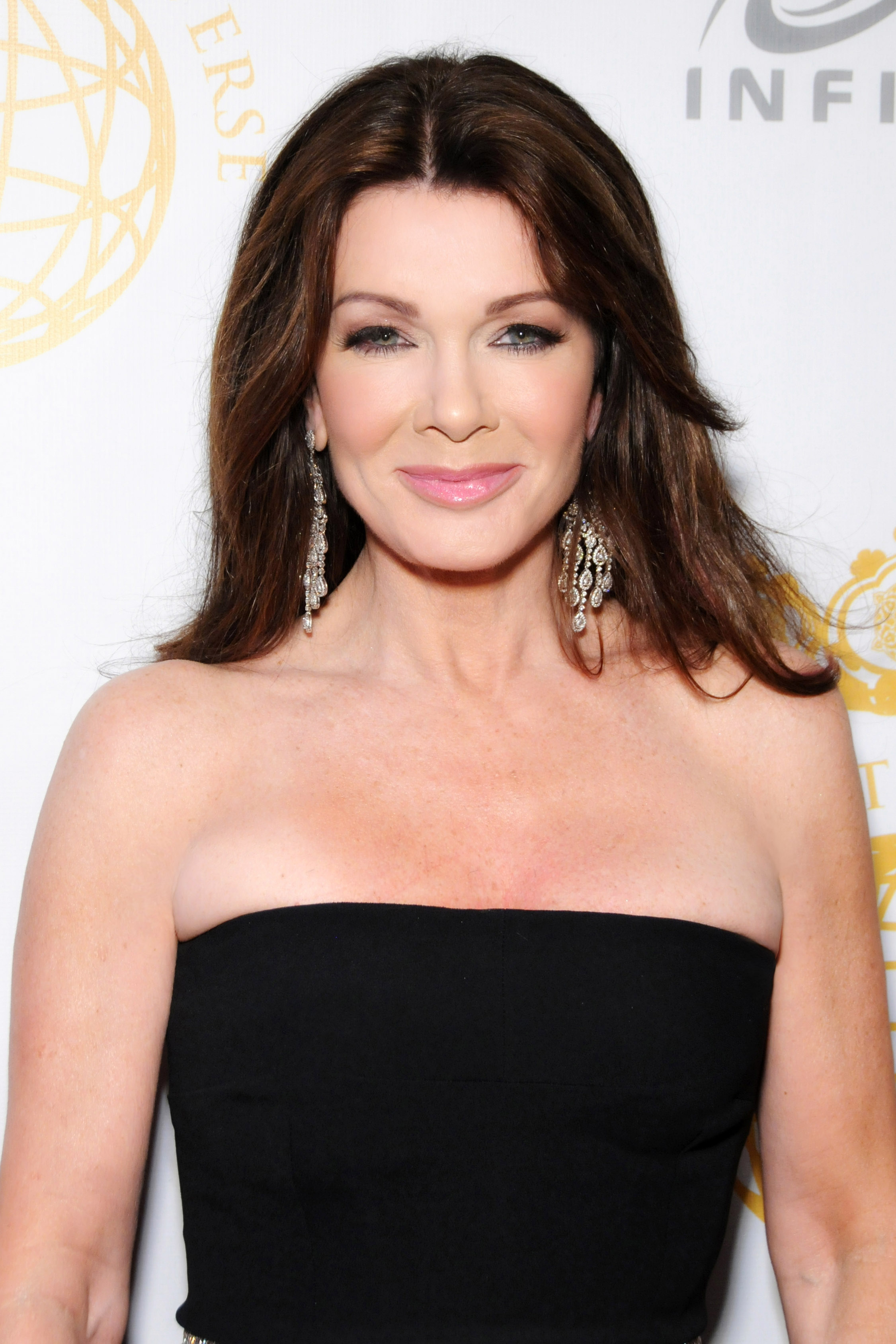
Lisa Vanderpump megjelenik a G.U.Y. videóklipjében

Az RHOBH szereplőgárdájából részt vett a klipben Lisa Vanderpump, Yolanda Foster, Carlton Gebbia, Kyle Richards és Kim Richards is, akik hangszerjátékosokat alakítottak a videóban. Kyle Richards és Vanderpump a klip egy másik részében is csatlakoznak Gagához, amelyben a hármas bosszút áll egy vállalat tagjain. Vanderpump elmondta, hogy Andy Cohen szerződtette le őket — akinek szintén van egy cameoszerepe a G.U.Y.-ban — a Bravóból, és mellékszerepet írt alá a klipben. Richards megfigyelte, hogy Gaga egy maximalista volt a forgatáson, Vanderpump pedig azt mondta, hogy az énekesnő irányított minden egyes részletet a munkálatok során. A The Hollywood Reporternek azt is elmondták, hogy Gaga azt akarta, hogy a feleségek „érezzék magukat gyönyörűnek és vadnak, valamint nézzenek is úgy ki”. Az egyik gyilkossági jelenet közben Gaga a következő instrukciót adta: „Azt akarom, hogy még jobban dobáld a lófarkad. Menj vissza, és túlozd el a mozdulatot.” Vanderpump erre azt felelte, hogy „Rendben, ahogy akarod”. Az interjúban hozzátette: „Nem sok ember van, akinek a kedvéért belebújnék egy csipkés bodyba. 53 éves vagyok, az Isten szerelmére. Ő csak annyit mondott: »Ezt fogod viselni.«” Richards személy szerint a gitárjátékost akarta játszani, mivel több leckét is vett már.
Gaga felhasználta a Minecraft nevű 3D-s játékot is az egyik jelenetnél, amely során híres férfiakat hoz vissza a halálból, és szerepeltette a Minecraft egyik youtuber tartalomgyártóját, SkyDoesMineCraftot is a klipben. Az énekesnő azóta rajongója volt a játéknak, hogy Martyn Littlewood a The Yogscasttól készített a játékkal egy paródiát a 2011-es Born This Way című kislemezéhez, amely nagyon tetszett neki. A Minecraftot és Legót használták arra is, hogy kisebb tárgyakat, mint gyümölcsöket és székeket alkossanak a videóban. A 3D-s témához kapcsolódóan felhasználták a klipben Nathan Sawaya Yellow nevű Legoszobrát, — amelyen egy férfi látható, aki szétszakítja a mellkasát — és az egyik résznél az látható, hogy Gaga fejét ráhelyezték a műalkotásra. Sawaya elmondta, hogy Gaga felvette vele a kapcsolatot, hogy közreműködjön a klipben. Mindketten egyetértettek azon elképzelés tekintetében, hogy a művészetet „hozzáférhetővé” kell tenni, és úgy döntött, hogy megalkotja a különböző szobrokat, köztük a Yellow fej nélküli másolatát. Sawaya ezt követően a Hearst-kastélyhoz utazott, hogy elhelyezze a műalkotásokat a forgatáshoz. Több tervezői ruhadarabot is felhasználtak a klipben, többek között egy fehér több részes női ruhát hatalmas fejdísszel Jean Paul Gaultier-től, farmert Versacétól, egy piros fürdőruhát La Perlától, egy feketét a POL-tól, ékszereket Lynn Bantől és erre az alkalomra készült szandálokat Ruthie Davistől. A gyilkossági jelenetekben Helen Yarmak által tervezett darabok láthatóak, illetve csipkés bodyk Somartától és tollas fejdíszek Aturo Riostól. Bea Szenfeld divattervező egy papírból készült ruhát alkotott, amely egy plüssmackóra emlékeztet, illetve egy couture dresszt is. Végül pedig az aranyszínű latex bodyt Atsuko Kudo készítette Gaga közreműködésével, illetve aranyszínű ruhákat a háttértáncosoknak is.

### Megjelenés és történet

Gaga fejét ráillesztették a Nathan Sawaya által legóból készített Yellow című műalkotásra. Sawaya csak Gaga számára megalkotott egy fej nélküli replikát.

2014. március 14-én Gaga elárulta az SXSW fesztiválon John Norris-szal készített interjújában, hogy egy hét múlva ki fog adni egy klipet. Ezen kívül Twitterén megosztott egy képet a videóból, mellékelve a megjelenési dátumot is. Március 21-én bemutattak egy előzetest a klipből a Today című műsorban egy Savannah Guthrie által készített interjú során. A teljes videó egy nappal később a Dateline NBC-ben debütált. A megjelenéssel egy időben a The Out NYC hotel ideiglenesen megváltoztatta a nevét The G.U.Y. Hotelre, és egészen 2014. április 10-ig meg is tartotta azt. A Midtown New Yorkban található hotel egy Gaga Galériát is nyitott, amely március 28-tól (Gaga születésnapja) került megnyitásra, és a klipben látható kellékeket és ruhákat állították ki benne.
A közel tizenkét perces klipben négy dal (a címadó Artpop, a Venus, a G.U.Y. és a Manicure) szerepel az Artpop-ról, és megtalálható benne a G.U.Y.-hoz készített központi videó is. A videóklip azzal kezdődik, hogy vállalati üzletemberek pénzért harcolnak egymással. A közelben Gaga bukott angyalként látható, akit nyílvesszővel lelőttek az égből. Az Artpop című dalának hangszeres változata hallható a háttérben. A férfiak továbbállnak, Gaga pedig biztonságos helyre mászik, és kihúzza mellkasából a nyilat. Sikerül talpra állnia, és egy palotához megy, ahol összeesik a bejárat előtt, majd az őrök felsegítik a földről. A Venus csendül fel, amint elviszik Gagát a medencéhez, ahol virágokba borítják, és lenyomják a víz alá, hogy meggyógyuljon.
Elkezdődik a G.U.Y. amint Gaga ismét felemelkedik egy fehér ruhában újjászületve egyfajta görög istennőként. Ezt követően különböző ruhákban látható Gaga táncos jelenetekben, köztük egy kék ruhában és fehér bikiniben. Andy Cohen és a The Real Housewives of Beverly Hills sztárjai megjelennek a klipben. Az egyik jelenetben Gaga egy kagyló ágyban fekszik piros ruhában, aztán egy aranyszínű tornadresszben látható nyilakkal, majd pedig egy medencében úszó ágyon. SkyDoesMinecraft YouTuber segítségével (aki szintén felbukkan a klipben) feltámasztja Michael Jacksont, Mahatma Gandhit, John Lennont és Jézust a Minecraft játék használatával, és a vérüket arra használják, hogy G.U.Y. klónokat hozzanak létre. Gaga, Vanderpump és Richards egy autóból kilépve láthatóak fekete rukákban, pénzt lőnek ki ágyúkból, és végigsétálnak a folyosón, hogy megöljék a vállalat vezetőit, helyükre pedig G.U.Y. klónokat állítsanak. A videó azzal végződik, hogy klónok ezrei menetelnek ki a kastélyból. A klip végén olvasható a készítők listája, amely során a Manicure című dal csendül fel.

### Fogadtatás és elemzés
Christina Lee az Idolatortól „extravagánsnak” nevezte, és a klip megjelenését Jackson Remember the Time című klipjéhez találta hasonlónak, ahogy Gaga fokozta a várakozást a G.U.Y.-hoz előzetesekkel és a premierrel. Marissa G. Muller az MTV Newstól dicsérte az öltözékeket, a koreográfiát, az RHOBH megjelenését a videóban, és mindenkit, aki a stáblistában szerepelt. „Megtisztelő, hogy mindenkire ráállítják a reflektorfényt, aki hozzájárult a videóhoz, de arra is emlékeztet, hogy valójában mennyire epikus volt a produkció,” írta Muller. Az Entertainment Weekly íróját, Adam Markovitzot lenyűgözte a videó grandiózussága, és „camp-pop önkívületnek” nevezte. Jean Cocteau rendező filmjeihez hasonlította, és különböző elméletekkel állt elő a klip cselekményével kapcsolatban. Az egyik szerint a videó egy óda a régi és új Hollywoodhoz, másrészről szatíra a „vállalati alárendeltségről”. Osztotta a nézeteit Whitney Phaneuf a HitFixtől, aki a „camp és pop kultúra erős dózisának” nevezte.
Bradley Stern, a MuuMuse kritikusa, a videót egy „bámulatba ejtő 7 perces mélybe merülésnek” nevezte az „önhittség és az igazolható őrültség megdöbbentő új szintjeibe”. A videóklipet Gaga legambiciózusabb projektjének nevezték a Bad Romance és a Telephone kislemezei óta. Kevin Rutherford a Billboardtól azt mondta, hogy „Gagának nem jelent problémát a művészetet a zenéhez kötni”, és hogy „nem mutatja jeleit a megállásnak mostanában az új videóklipjével”. Isaiah Thomas az El Espectadortól úgy vélte, hogy a videó Gaga válasza volt azokra a vádakra, hogy „eladja magát” a vállalati világnak. Különösen a videó vége igazolta ezt, amikor Gaga meggyilkolja a vállalat vezetőit, akik feltehetően megfosztották a szabadságától a videó elején. Dharmic X a Complex-től a kiadványt „vibrálónak” és „furcsának” nevezte, ahogy azt el is várta Gagától. A Time írója, Samantha Grossman számított rá, hogy a videóklip tele lesz különös képekkel és extravagáns ruhadarabokkal, amik a klipet „bizarrá” tették.
Negatív visszajelzést kapott a videó a Slant Magazine kritikusától, Sal Cinquemanitól, aki a cselekményt „zavarosnak” nevezte, és a végeredményt nem találta elég szexinek egy olyan dalnál, amely a szexuális alázatosságról szól. Cinquemani úgy vélte, hogy a szinkronúszást tartalmazó jeleneteket az 1952-es Million Dollar Mermaid című musical film inspirálta. Elinor Cosgrave a Contactmusic.comtól kiemelte a videó „vegyes szimbolizmusát”, de kritizálta a Krisztusra és az újjászületésre tett utalásokat.

## Élő előadások

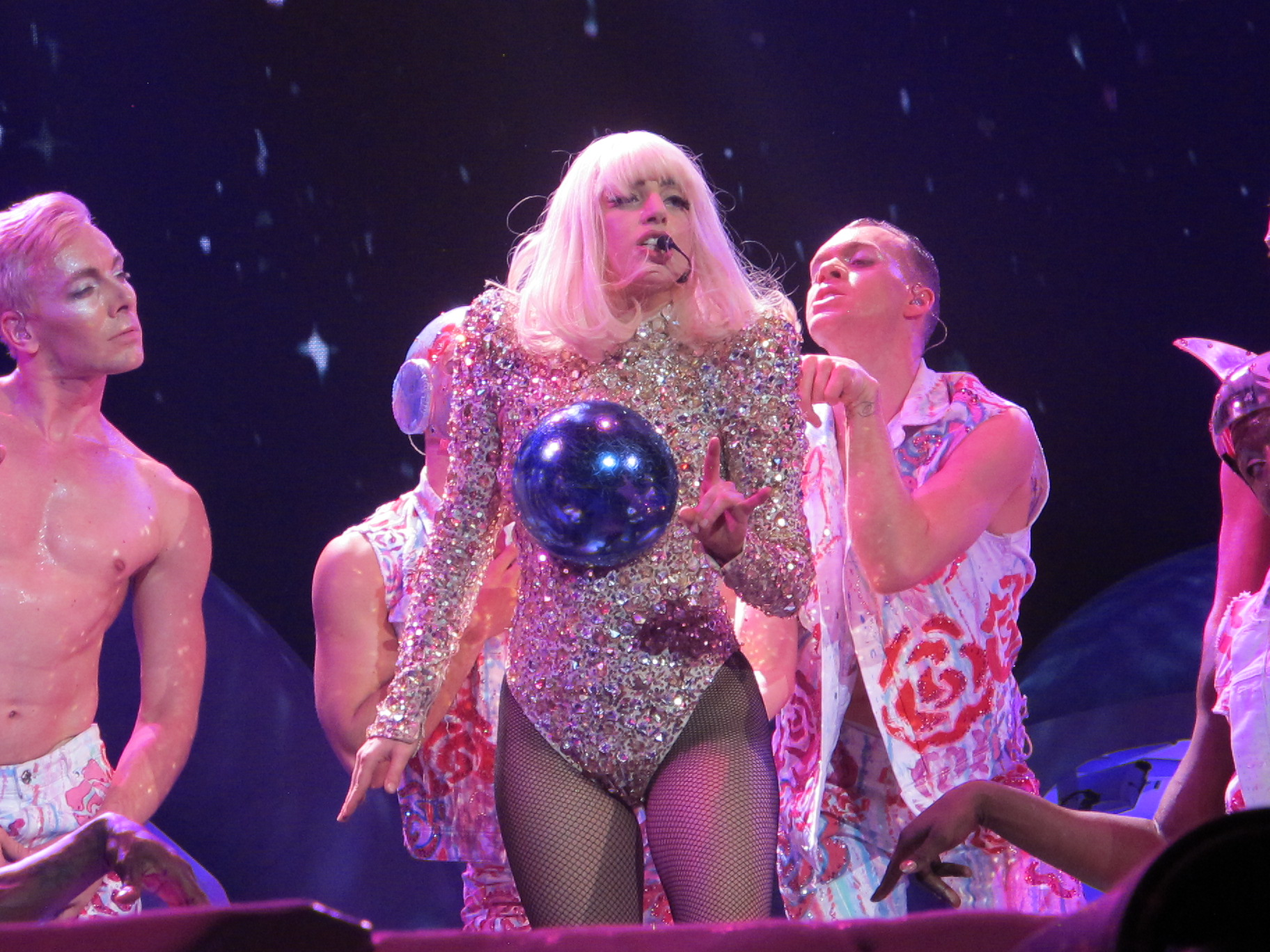
Lady Gaga a G.U.Y. előadása során az ArtRave: The Artpop Ball turnéján.

A G.U.Y. szerepelt az előadott dalok listáján az énekesnő manhattani rezidencia koncertsorozatán a Roseland Ballroomban. Az Applause előadását követően Gaga egy fehér overálban lépett színpadra zöld parókával, amelyet az Artpop korszaka során mutatott be első ízben. A Ballroom színpadának közepén állt meg, majd elkezdte énekelni a dal nyitószövegét, miközben lila neonfények árasztották el a színpadot. Április 2-án a Dope című dalának előadása mellett a G.U.Y.-ról készített felvételt is leadták a Late Show with David Letterman című műsorban. Amanda Holpuch a The Guardiantől úgy vélte, hogy a G.U.Y. előadása „ugyanannyi szeretetet kapott mint Gaga első nagy slágere, a Just Dance.” A The Village Voice egyik munkatársa, April Spanos véleménye szerint az Applause és a G.U.Y. voltak az est „erőteljes kettőse”. Hozzátette, hogy utóbbit „különösen kellemes volt élőben hallgatni; Zedd üteme azzal a szándékkal készült, hogy egy klubban kerüljön meghallgatásra, dübörgése pedig az egész táncparketten érezhető volt.” Ezzel szemben Hilary Hughes a USA Todaytől úgy gondolta, hogy a legegyszerűbb pillanatok voltak az est fénypontjai, így a Born This Way és a Poker Face című kislemezeinek akusztikus verzióit emelte ki, és kevésbé volt oda a Bad Romance és a G.U.Y. „extravagáns” koreográfiáiért. A Roselandes koncertsorozat utolsó estjén Gaga a G.U.Y. után meghajolt táncosaival, és azt mondta: „Roseland, köszönjük nektek a csodálatos emlékeket, amiket nekünk adtatok... Köszönjük ezt a történelmi lehetőséget.”
A dalt másodikként adta elő az ArtRave: The Artpop Ball című világ körüli turnéján. Az énekesnő egy ékszerekkel kirakott tornadresszt viselt, amelynek közepére Jeff Koons kék színű Tükörgömb (Gazing Ball) című alkotásának mását illesztették; az üveggolyót korábban az Artpop albumborítóján is felhasználták. Gaga kiegészítőként tollas szárnyakat viselt, illetve szőke bubifrizurában jelent meg, amely The Fame érás megjelenésére emlékeztetett. Az album címadó Artpop című dalának eléneklését követően Gaga levette a szárnyakat, és csatlakoztak hozzá táncosai a G.U.Y. előadásához. A közbenső verzék során Gaga eltáncolta a videóklipből is ismert koreográfiát egyik táncosával. Az előadás végén Gaga és táncosai visszamentek a főszínpadra és egy energetikus tánckoreográfiát mutattak be. Ross Raihala a St. Paul Pioneer Press nevű laptól pozitív kritikát fogalmazott meg az előadás láttán és azt írta, hogy a dal „óriási” volt élőben. Chuck Yarborough a The Plain Dealertől azt észrevételezte, hogy Gaga úgynevezett backing trackkel énekelte el a G.U.Y.-t, azaz szólt a háttérben a dal eredeti vokálja, azonban „Gaga és tehetséges táncosai eszeveszett tempót diktáltak, amely illett az est őrületéhez”.

## A kislemez dalai és formátuma
- Digitális letöltés – Remixek[90]

1. G.U.Y. (St. Lucia Remix) – 5:29
2. G.U.Y. (Rami Samir Afuni Remix) – 4:28
3. G.U.Y. (Wayne G Throwback Anthem) – 7:53
4. G.U.Y. (Lovelife Remix) – 3:15
5. G.U.Y. (KDrew Remix) – 4:45

## Közreműködők és menedzsment
A következő közreműködők listája az Artpop albumon található CD füzetkében található.

### Menedzsment
- Felvételek: Record Plant Studios, Hollywood, Kalifornia
- Maszterelés: Oasis Mastering Studios, Burbank, Kalifornia
- Stefani Germanotta P/K/A Lady Gaga (BMI) Sony ATV Songs LLC/House of Gaga Publishing, LLC/GloJoe Music Inc. (BMI), Zedd Music Empire (ASCAP), Kobalt Songs Music Publishing.

### Közreműködők
- Lady Gaga – dalszerzés, vokál, produceri munka, zongora, gitár, hangi elrendezés
- Zedd – dalszerzés, produceri munka, hangkeverés
- Dave Russell – felvételek
- Benjamin Rice – felvételi asszisztens
- Sonja Durham – a bevezető vokálja
- Rick Pearl – zenei programozás
- Ryan Shanahan – asszisztens
- Jesse Taub – asszisztens
- Ivy Skoff – adminisztrátor
- Gene Grimaldi – maszterelés

## Slágerlistás helyezések
| Slágerlisták (2013–14)                       | Legjobb helyezés |
| -------------------------------------------- | ---------------- |
| Ausztrália (ARIA)                            | 88               |
| Belgium (Ultratip Flanders)                  | 7                |
| Belgium (Ultratip Wallonia)                  | 13               |
| Bulgária (IFPI)                              | 5                |
| Csehország (Rádio Top 100)                   | 45               |
| Dél-Korea (Gaon Music Chart)                 | 42               |
| Egyesült Királyság (Official Charts Company) | 115              |
| Finnország (Singlet Top 20)                  | 38               |
| Franciaország (Single Top 100)               | 92               |
| Görögország (Billboard)                      | 8                |
| Horvátország (ARC 100)                       | 7                |
| Kanada CHR/Top 40 (Billboard)                | 47               |
| Lebanon (The Official Lebanese Top 20)       | 16               |
| Szlovákia (Rádio Top 100)                    | 73               |
| US Billboard Hot 100                         | 76               |
| US Hot Dance Club Songs (Billboard)          | 4                |
| US Mainstream Top 40 (Billboard)             | 29               |

## Minősítések
| Régió                                                            | Minősítés  | Eladott példányszám |
| ---------------------------------------------------------------- | ---------- | ------------------- |
| Brazília (Pro-Música Brasil)                                     | 2× platina | 120 000‡            |
| ‡ Eladási+streaming példányszámok kizárólag a minősítés alapján. |            |                     |

## Megjelenések
| Ország             | Dátum             | Formátum             | Kiadó                                  |
| ------------------ | ----------------- | -------------------- | -------------------------------------- |
| Olaszország        | 2014. március 28. | Pop rádió            | Streamline Records                     |
| Egyesült Államok   | 2014. április 8.  | Pop rádió            | Streamline Records, Interscope Records |
| Egyesült Államok   | 2014. április 8.  | Ritmikus rádió       | Streamline Records, Interscope Records |
| Egyesült Királyság | 2014. április 21. | Pop rádió            | Polydor Records                        |
| Egyesült Államok   | 2014. április 29. | Digitális Remixek EP | Interscope Records                     |

## Fordítás
- Ez a szócikk részben vagy egészben  a   G.U.Y. (song) című angol Wikipédia-szócikk fordításán alapul.  Az eredeti cikk szerkesztőit annak laptörténete sorolja fel. Ez a jelzés csupán a megfogalmazás eredetét és a szerzői jogokat jelzi, nem szolgál a cikkben szereplő információk forrásmegjelöléseként.

## Külső linkek
- Hivatalos videóklip. YouTube